# Чемпионат мира по стрельбе по движущейся мишени 1979
Чемпионат мира по стрельбе по движущейся мишени прошёл в 1979 году в Линце (Австрия).

## Общий медальный зачёт
| Место | Страна    | Золото | Серебро | Бронза | Всего |
| ----- | --------- | ------ | ------- | ------ | ----- |
| 1     | СССР      | 2      | 1       | 1      | 4     |
| 2     | Венгрия   | 1      | 3       | 1      | 4     |
| 3     | Финляндия | 1      | 0       | 1      | 2     |
| 4     | Швеция    | 0      | 0       | 1      | 1     |
| Всего | Всего     | 4      | 4       | 4      | 12    |

## Медалисты
| Дисциплина                                                                 | Золото                                                                       | Серебро                                                             | Бронза                                                               |
| -------------------------------------------------------------------------- | ---------------------------------------------------------------------------- | ------------------------------------------------------------------- | -------------------------------------------------------------------- |
| 50 метров                                                                  | Тибор Боднар                                                                 | Андраш Долешкхалл                                                   | Юха Ранникко                                                         |
| 50 метров (команды)                                                        | Финляндия · Мартти Эскелинен · Йорма Лиевонен · Юха Ранникко · Матти Саетери | Венгрия · Тибор Боднар · Андраш Долешкхалл · Дьюла Сабо · Й.Секереш | СССР · Александр Газов · А.Гордянкин · Александр Кедяров · М.Йоги    |
| Стрельба по мишени, движущейся с переменной скоростью, 50 метров           | Александр Газов                                                              | Игорь Соколов                                                       | Дьюла Сабо                                                           |
| Стрельба по мишени, движущейся с переменной скоростью, 50 метров (команды) | СССР · Александр Газов · Игорь Соколов · Александр Кедяров · М.Йоги          | Венгрия · Тибор Боднар · Андраш Долешкхалл · Дьюла Сабо · Й.Секереш | Швеция · Ларс Иварссон · Карл Карлссон · Харри Юханссон · М.Нордворс |